# Lewetyracetam
Lewetyracetam (levetiracetam, ATC N03AX) – organiczny związek chemiczny, pochodna 2-pirolidonu. Stosowany jest jako lek przeciwpadaczkowy o nazwie handlowej Keppra (producent UCB). Jest jednym z enanacjomerów (o konfiguracji S) racemicznego etyracetamu, zbliżonego budową do piracetamu (leku nootropowego).